# Marcjusz
Marcjusz – męskie imię łacińskie, powstałe od nazwy rodu Marcii/Martii (pol. Marcjusze), które pierwotnie stanowiło patronimik od Marka, oznaczając „syn Marka, przynależny do Marka”.  Istnieje patron tego imienia, św. Marcjusz.
Marcjusz imieniny obchodzi 13 kwietnia i 8 października.
Żeński odpowiednik: Marcja
Zobacz też: Marzio